# 조규찬
조규찬(曺圭贊, 1971년 1월 13일 ~ )은 대한민국의 음악가, 싱어송라이터이다.

## 생애
- 조규찬은 1971년 1월 13일, 서울에서 3남 2녀 중 넷째로 태어났다.

- 부친은 작곡가·바이올리니스트 나화랑(본명: 조광환, 1983년 작고), 모친은 가수 유성희(2013년 작고)이다.

- 음악가인 첫째형 조규천, 가수 겸 작곡가인 둘째형 조규만[주 1]이 있다.

- 선화예술고등학교를 1989년 졸업하고 동국대학교에서 서양화를 전공하였다.

- 조규찬은 1989년 제1회 유재하 음악경연대회에서 <무지개>란 곡으로 대상과도 같은 금상을 수상하였다.[3]

- 1990년 프로젝트 그룹 ‘새 바람이 오는 그늘’의 일원으로 첫 음반을 내었다.[2]
- 2005년 가수 겸 뮤지컬 배우 해이(Hey)와 결혼하였다.
- 2009년에 에세이 《달에서 온 편지》를 발간하였다.

대한민국 대중음악계에 중요한 음악가로 인정받고 있다. 그리고 그동안 많은 독집 앨범을 발표하였다. 2011년에는 mbc의 나는 가수다에 출연하였지만 1라운드만에 탈락하는 불명예를 안게 된다. 현재 음반 활동, 콘서트를 계속하며 또한 음악 교육에도 관심을 갖고 우송정보대학 실용음악과 전임교수를 맡고 있다. 2010년에 아내 해이와 함께 미국 동반 유학을 떠나 미국 일리노이 주립대학교 어바나 샴페인 재즈학(University of lllinois Urbana champaign Jazz studies) 석사 학위를 취득했으며 2013년 귀국, 연말 콘서트를 기점으로 활동을 재개했다. 2015년에는 윤종신의 미스틱 엔터테인먼트와 계약을 맺었다. 이어서 2018년 5월에는 같은 미스틱 소속인 윤종신, 정석원 등을 비롯, 작사가 겸 가수인 박주연 등과 TEAM 89라는 프로듀싱 팀을 결성하기도 하였다. 뒤이어 2010년에 발표한 정규 9집 이후로 근 8년 만인 2018년 7월 6일부터는 한 달에 한 번씩 디지털 싱글을 발매 중이다. 또한 2018년 10월 1일부터 2020년 8월 30일까지 KBS 해피FM에서 《매일 그대와 조규찬입니다》를 진행한 바 있다.

## 학력
- 서울강동초등학교_(1976년 ~ 1981년)
- 신암중학교_(1982년 ~ 1984년)
- 선화예술고등학교 미술과_(1985년 ~ 1988년)
- 동국대학교 서양화 학사
- 일리노이 주립대학교 어바나 샴페인 재즈학 석사

## 음반

### 그룹 앨범
[1993.08.20] 새바람이 오는 그늘
[1998.05.00] Joe Trio 1집 - 첫 만찬
[2000.12.06] Joe Trio 2집 - Real Life

### 정규 앨범
[1993.11.8] 조규찬 1집 - 추억
[1995.02.03] 조규찬 2집 - 아담과 이브는 사과를 깨물었다
[1996.04.07] 조규찬 3집 - The 3rd Season
[1997.08.1] 조규찬 4집 - The 4th Wind
[1999.11.2] 조규찬 5집 - 상어
[2001.07.12] 조규찬 6집 - 해빙
[2003.11.4] 조규찬 7집 - Single Note
[2005.05.11] 조규찬 8집 - Guitology
[2010.07.07] 조규찬 9집 - 9

### 미니 앨범
[2024.10.25] 조규찬 10 1st Half

### 싱글 / OST
[2009.08.03] 소녀를 만나다 (with O'z)
[2010.04.29] Aubrey
[2011.10.23] 서바이벌 나는가수다
[2011.11.21] 내일이 오면 OST Part.1
[2014.06.30] 트라이앵글 OST Part.3
[2014.10.16] 최고의 결혼 OST Part.2
[2018.07.06] 비 온 날
[2018.08.03] Deja vu
[2018.09.05] 자전거 산책
[2018.10.08] 안 해도 돼
[2018.11.08] 0년 0월 0일
[2018.12.05] 운석충돌전야
[2019.01.07] 그 날의 온기
[2019.02.08] 매일 더 사랑스러운 그대
[2019.03.07] 해 지는 바닷가에서 스털링과 나는
[2019.04.08] 하루
[2019.05.07] 기댈 곳
[2019.06.07] 순간들
[2019.07.08] 오디션
[2019.08.05] 셰리 (Mon Beau Cheri)
[2019.09.14] 중년
[2019.10.07] 뉴 웨이브 도시
[2019.11.07] 언젠가 우리
[2019.12.07] Lucky Man
[2020.01.22] Dream Coast
[2020.02.15] 오래된 가수
[2020.03.07] Bye My Youth
[2020.04.08] 혜원
[2020.05.07] The Way We Are
[2020.06.08] 마라토너
[2020.07.07] 악어의 눈
[2020.08.07] 런커
[2020.09.08] My Eagles, Fly High
[2020.10.07] 모기의 추억
[2020.11.07] 새바람이 오는 그늘, 다시
[2020.12.07] 사라지지 않는 것
[2021.01.11] Really Bad (with Tommy Kim)
[2021.02.15] Beyond
[2021.03.06] 편도행
[2021.04.08] Back To You
[2025.04.04] C.F (with 이해문)

### 편곡 수록 앨범 / 라이브 앨범
[2002.11.11] 조규찬 - 무지개
[2008.11.27] 조규찬 - Remake
[2009.12.15] 조규찬 Live - 달에서 온 편지

### 리패키지 앨범
[2001.11.01] Thank You (For Saving My Life)

## 수상
- 2006년 한국대중음악상 ‘올해의 가수 남자 솔로’
- 2011년 한국대중음악상 ‘최우수 팝 음반《9》’

## 저서
- 아담과 이브가 사과를 깨문 후의 이야기 (도서출판 서지원)
- 달에서 온 편지 (이른아침)
- 거리에서, 문득 (안나푸르나)

### 내용주
1. ↑  이들 둘은 조규찬과 함께 조트리오로 활동하기도 하였다.

### 참조주
1. ↑  티파니·성유리 교회…논란 속 수천억 자산 조명
2. 1 2  네이버 인물 검색 :: 궁금한 인물을 한눈에!
3. ↑  ‘베이비 베이비’ 음반낸 조규찬 “리메이크 변화 새맛 주네요” 《국민일보》, 2001년 7월 19일 작성
4. ↑  "조규찬, 3년 만에 유학 마치고 귀국" 고규대 기자, 이데일리 스타in, 2013년 11월 8일
5. ↑  ‘조규찬, 윤종신과 한솥밥..미스틱엔터 합류’, 스타뉴스, 2015년 6월 30일.